# Stena Apsalou - Mοglenitsas
Stena Apsalou - Mοglenitsas este o arie protejată (arie specială de conservare — SAC, sit de importanță comunitară — SCI) din Grecia întinsă pe o suprafață de 6.106,75 ha, integral pe uscat.

## Localizare
Centrul sitului Stena Apsalou - Mοglenitsas este situat la coordonatele 40°51′13″N 22°08′06″E / 40.853716°N 22.135077°E.

## Înființare
Situl Stena Apsalou - Mοglenitsas a fost declarat sit de importanță comunitară în aprilie 1997 pentru a proteja 7 specii de animale. Situl a fost protejat și ca arie specială de conservare în martie 2011.

## Biodiversitate
Situată în ecoregiunea mediteraneană, aria protejată conține 2 habitate naturale: Păduri panonice-balcanice de stejar turcesc - stejar sesil, Păduri de Platanus orientalis și Liquidambar orientalis (Platanion orientalis).
La baza desemnării sitului se află mai multe specii protejate:
- mamifere (1): vidră de râu (Lutra lutra)
- pești (6): Barbus balcanicus, Cobitis vardarensis, Eudontomyzon hellenicus, Rhodeus meridionalis, Romanogobio elimeius, câră (Sabanejewia balcanica)

Pe lângă speciile protejate, pe teritoriul sitului au mai fost identificate 2 specii de mamifere, 3 specii de pești.